# Бабецкий, Ефим Моисеевич
Бабецкий Ефим Моисеевич (1860, Евпатория — 9 декабря (22.12) 1916, Харьков) — русский драматург, драматический переводчик, театральный критик и либреттист.

## Хронология жизни
- Родился в 1860 г. в г. Евпатория;
- 1878 г. — окончание Керченской гимназии (по другим сведениям — Симферопольскую[2]);
- 1878—81 гг. — вольнослушатель юридического факультета Харьковского университета[3];
- С 1880 г. до 1910-х годов — постоянный сотрудник харьковской газеты «Южный край»;
- С конца 1900-х гг. — заведующий отделом местной хроники газеты «Южный край»;
- 1896 г. — становится агентом ОРДП, юридически сопровождает театральные постановки членов ОРДП на юге и юго-западе России;
- Начало 1910-х гг. — становится уполномоченным Императорского Русского театрального общества;
- 1912 г. — выступает учредителем Харьковского Литературно-художественного кружка;
- 1910-е гг. — присвоение звания потомственного почетного гражданина г. Харькова;
- В 1915 г. Е. Бабецкий, возвращаясь из Крыма, попал в аварию на железной дороге. Полученные травмы привели к длительной болезни и смерти. Умер в Харькове 9 декабря 1916 г. и был похоронен на лютеранском кладбище.

## Творчество
По заявлению самого Е. Бабецкого, он начал работать «в русской печати с 1877» (газета «Речь», 1914, 7 янв.).
В 1889 г. издал первую свою комедию «Первая ложь». Всего драматургическое наследие Е. Бабецкого насчитывать более 30 пьес, переделок и драматических переводов. Тяготел к комедиям и фарсам. Театральная критика считала драматургию Б. малоинтересной по фабуле, излишне мелодраматичной. К достоинствам относила сатирическую направленность, живость интриги и сценичность пьес Бабецкого.
Е. М. Бабецкий — автор переводов 55 оперных либретто совместно с А. М. Назаровым (публиковались под общий псевдонимом Амем).
Состоял в переписке со многими театральными деятелями России. Часть эпистолярного наследия Б. хранится в РГАЛИ.

### Драмы, переводы и переделки[6]
- Первая ложь. Комедия в 1 действии / Сочинение Е. Мужецкого [псевдоним]. — Харьков: типография «Южного края», 1889. — 28 с.; 22 см;
- Ни с того, ни с сего. Комедия в 3 действиях Б-ого (Переделка комедии «Nowy dziennik» Михаила Балуцкого). — Москва: литография С. Ф. Рассохина, ценз. 1890. — 88 с.; 22 см;
- Школьная пара Архивная копия от 13 апреля 2020 на Wayback Machine. Картинка с натуры в 1 действии / [Соч.] Е. М. Б-аго. — Харьков: типография «Южного края», 1891. — 36 с.; 17 см;
  - То же: [Соч.] Е. М. Бабецкого. — Москва: С. Рассохин, ценз. 1898. — 20 с.; 21 см. — (Сцена; 1898. Выпуск 24);
  - То же: — Москва: С. Разсохин, 1907. — 28 с.; 19 см;
  - То же: 2-е изд. — Москва: С. Рассохин, 1923. — 16 с.; 26 см. — (Веселый театр; Выпуск 13);
- Нелли. Сцена в 1 действии / Из романа Ф. М. Достоевского «Униженные и оскорбленные» переделано Е. М. Бабецким. — Москва: литография Московской театральной библиотеки С. Ф. Рассохина, ценз. 1899. — 24 с.; 22 см;
- Штурмом. Комедия-шутка в 1 действии / [Соч.] Е. М. Б-ого. — Харьков: типография «Южного края», 1892. — 35 с.; 17 см;
  - То же: Москва: Театрал, 1896. — 28 с.; 18 см;
- Друг женщин. Комедия в 3 действиях и 4 картинах. Е. М. Б-ого. Сюжет взят из пятиактной комедии А. Дюма-сына «L’ami des femmes». — Харьков: типография «Южного края», 1892. — 75 с.; 23 см;
  - То же: Москва: литография Московской театральной библиотеки Е. Н. Рассохиной, ценз. 1893. — 109 с.; 23 см;
- Сердцеед. Комедия в 3 действиях Е. М. Б-цкого. (Переделка «Veilchenfresser» комедии в 4 действиях, сочинение фон-Мозера). — Москва: литография Московской театральной библиотеки Е. Н. Рассохиной, ценз. 1893. — 108 с.; 22 см;
- Скошенные цветы. Драма в 4 действиях и 5 картинах. Сюжет взят из драмы «Lena» Мариана Ясенчика. / [Соч.] Е. М. Бабецкого. — Харьков: типография «Южного края», 1894. — 38 с.; 25 см;
- Ловля женихов. Фарс в 3 действиях / Переделка Бабецкого Е. М. из комедии «Die Dragoner» Карла Босс и Эд. Делавиня. — Москва: Типо-литография Товарищества И. Н. Кушнерева и Ко, 1895. (журнал «Театрал», 1895, № 45. С. 1 — 86).
- Журналисты (Die Journalisten). Комедия в 4 действиях / [Соч.] Густава Фрейтага; Перевод Е. М. Бабецкого. — Харьков: типография «Южного края», 1896. — 45 с.; 26.;
- Лакомка. Комедия в 1 действии / [Соч.] Е. М. Бабецкого. — Москва: литография Московской театральной библиотеки С. Ф. Рассохина, ценз. 1898. — 23 с.; 22 см;
- Игра в любовь (Флирт). Комедия в 4 действиях М. Е. Бабецкого. Переделано из комедии «Flirt» М. Балуцкого. — Москва: литография Московской театральной библиотеки С. Ф. Рассохина, ценз. 1898. — 116 с.; 22 см;
- Рабыни. Комедия в 4 действиях. (Переделка комедии М. Балуцкого «Niewolnice z Pipidowki») / [Соч.] Е. М. Бабецкого. — Екатеринослав: типо-литография М. С. Копылова, 1898. — 118 с.; 19 см;
- Грешки молодости (Жертвы искупления). Фарс в 3 действиях / [Соч.] Е. М. Бабецкого. — Москва: литография Московской театральной библиотеки С. Ф. Рассохина, ценз. 1900. — 100 с.; 23 см;
- Права души (Diriti dell’anima). Психологический этюд в 1 действии Джузеппе Джиакоза / Перевод Е. М. Бабецкого. — Харьков: типография Губернского правления, 1900. — 53 с. ; 16 см;
- Новое гетто (Das neue ghetto). Пьеса в 4 действиях, сочинение Теодора Герцль / Пер. Е. М. Бабецкого. — Харьков: паровая типография И. Варшавчика, 1898. — 80 с.; 22 см;
  - То же: Отчужденные (В новом гетто — Das neue ghetto). Пьеса в 4 действиях / Сочинение Теодора Герцля; Перевод Е. М. Бабецкого. — Санкт-Петербург: Театральное отделение книжного магазина газеты «Новости», 1900. — 107 с.; 22 см;
  - То же: Москва: Театральная библиотека М. А. Соколовой, 1905. — 102 с. ; 22 см;
- Заглоба сватом. Комедия в 1 действии Генриха Сенкевича / Пер. Е. М. Бабецкого. — Харьков: типография Губернского правления, 1901. — 61 с.; 15 см;
- Чья вина? (Czyja wina?). Драматический этюд в 1 действии Генриха Сенкевича / Перевод Е. М. Бабецкого. — Харьков: типография Губернского правления, 1901. — [2], 42 с. ; 17 см;
- Справедливость (Die Gerechtigkeit). Комедия в 4 действиях / Сочинение Отто Эрнста, автора «Педагогов»; Перевод Е. М. Елисаветинской и Е. М. Бабецкого. — Харьков: типография Губернского правления, 1903. — 46 с.; 24 см
- Жизнь падшей (Как это бывает). Картина современной жизни в 5 действиях [По роману Маргариты Беме «Дневник погибшей»] / Перевод [переделка] Е. М. Бабецкого. — Санкт-Петербург: Театр и искусство, 1914. — 90 с.; 27 см;
- Утраченное счастье" — Петроград: литографиров. изд, 1914;

### Театральные постановки
- 1889 г. — комедия «Первая ложь» — театр M. M. Абрамовой, Харьков;
- 1890 г. — комедия «Ни с того, ни с сего» — театр Корша, Москва;
- 1893 г. — «картинка с натуры» «Школьная пара» — театр Корша, Москва;
- 1893 г. — комедия «Друг женщин» — театр Корша, Москва;
- 1895 г. — «картинка с натуры» «Школьная пара» — театр Литературно-артистического кружка, Харьков;
- 1898 г. — «Утраченное счастье» под названием «Печальная любовь» — Михайловский театр, Санкт-Петербург;
- 1908 г. — «Жизнь падшей», театр Немети;
- 1912 г. — «Братья из Франкфурта» — театр Корша, Москва;

### Публицистика и мемуары
- Представление страстей в Обер-Аммергау. Очерк. С фотографиями исполнителей / Е. М. Бабецкий. — Харьков: типография «Южного края», 1910. — 38 с., 5 л. фот.; 17 см;
- М. Л. Кропивницкий // газета «Южный край». — 1910. — 10 апреля;
- Первый приезд Кропивницкого в Харьков // газета «Южный край». — 1910. — 14 апреля;
- Черта еврейской оседлости // газета «Южный край». — 1910. — 9 октября;
- Кончина караимского гахама // Южный край. — 1912. — 2 января.
- Из харьковской театральной старины // газета «Южный край». — 1912. — 13 янв.;
- П. П. Сокальский // газета «Южный край». — 1912. — 30 марта;
- Из воспоминаний об А. С. Суворине // газета «Южный край». — 1912. — 12 авг.;
- Н. С. Карпенко (некролог) // газета «Южный край». — 1912. — 25 нояб.;
- М. Г. Савина // газета «Южный край». — 1915. — 8 сентября;